# Буюк Ипак йули (станция метро)
«Буюк Ипак йули» (узб. Buyuk Ipak yo’li ) (рус. Великий шёлковый путь) — станция Ташкентского метрополитена. Пущена в эксплуатацию 18 августа 1980 года в составе второго участка Чиланзарской линии : «Октябрьской Революции» — «Максима Горького». Конечная, расположена за станцией — «Пушкинская».

## История
До 1 мая 1997 года носила имя «Максима Горького», потом станцию переименовали. Станция была названа в честь Великого шёлкового пути (узб. Буюк Ипак йули), который проходил по территории современного Узбекистана.

## Характеристика
Станция : односводчатая, мелкого заложения с двумя подземными вестибюлями.

## Оформление
Торцевые стены станции украшена многофигурными бронзовыми барельефами, выполненные скульптором Яковом Шапиро, на которых изображены сцены, иллюстрирующие тему «Максим Горький — буревестник революции».
Свод станции сформирован из восьми куполов имеющих диаметр около 5 метров, каждый из куполов обрамлён светильниками.
Пол станции выложен серым и розовым гранитом, стены отделаны пуштулинским мрамором с вставками из красного гранита.
Народный мастер М. Усманов выполнил резной орнамент, который украшает поверхность куполов и карнизы стен.

## Особенности
Несмотря на переименование горожане продолжают её называть станцией «Максима Горького».